# Robert Teodor Isacsson
Robert Teodor Isacsson, född 24 juni 1842 i Rådmansö socken i Uppsala län, död 29 november 1900 i Bjuråkers församling i Gävleborgs län, var en svensk amatörorgelbyggare och organist i Bjuråkers församling. Organist i Hamra församling, Uppsala stift och Los församling.

## Orgelverk
- 1862 Fittja kyrka
- 1872 Hamra kyrka, Dalarna (uppsättning av äldre orgel inköpt från Malmö)
- 1892–1897 Bjuråkers kyrka (ombyggnad och tillbyggnad av Cahmanorgeln från Ljusdals kyrka)